# Cinnyris stuhlmanni
Cinnyris stuhlmanni là một loài chim trong họ Nectariniidae.